# Madrigal (Käse)

Le Président Logo

Der Madrigal ist eine Käsesorte aus dem Loire-Tal in Zentralfrankreich.

## Herstellung
Er wird aus Kuhmilch hergestellt und fällt in die Gruppe der Schnittkäse. Sein Geschmack ist mild und nussig, ähnlich einem Maasdamer. Der Fettanteil i.Tr. beträgt 50 %. Hersteller ist die Firma Lactalis. Er wird unter der Hauptmarke Président vertrieben.